# 津川町

阿賀町および隣接する五泉市における平成の大合併の地図。

津川町（つがわまち）は、新潟県東蒲原郡にあった町。2005年4月1日、鹿瀬町、津川町、上川村、三川村の4町村の合併による阿賀町の発足により消滅した。

## 概要

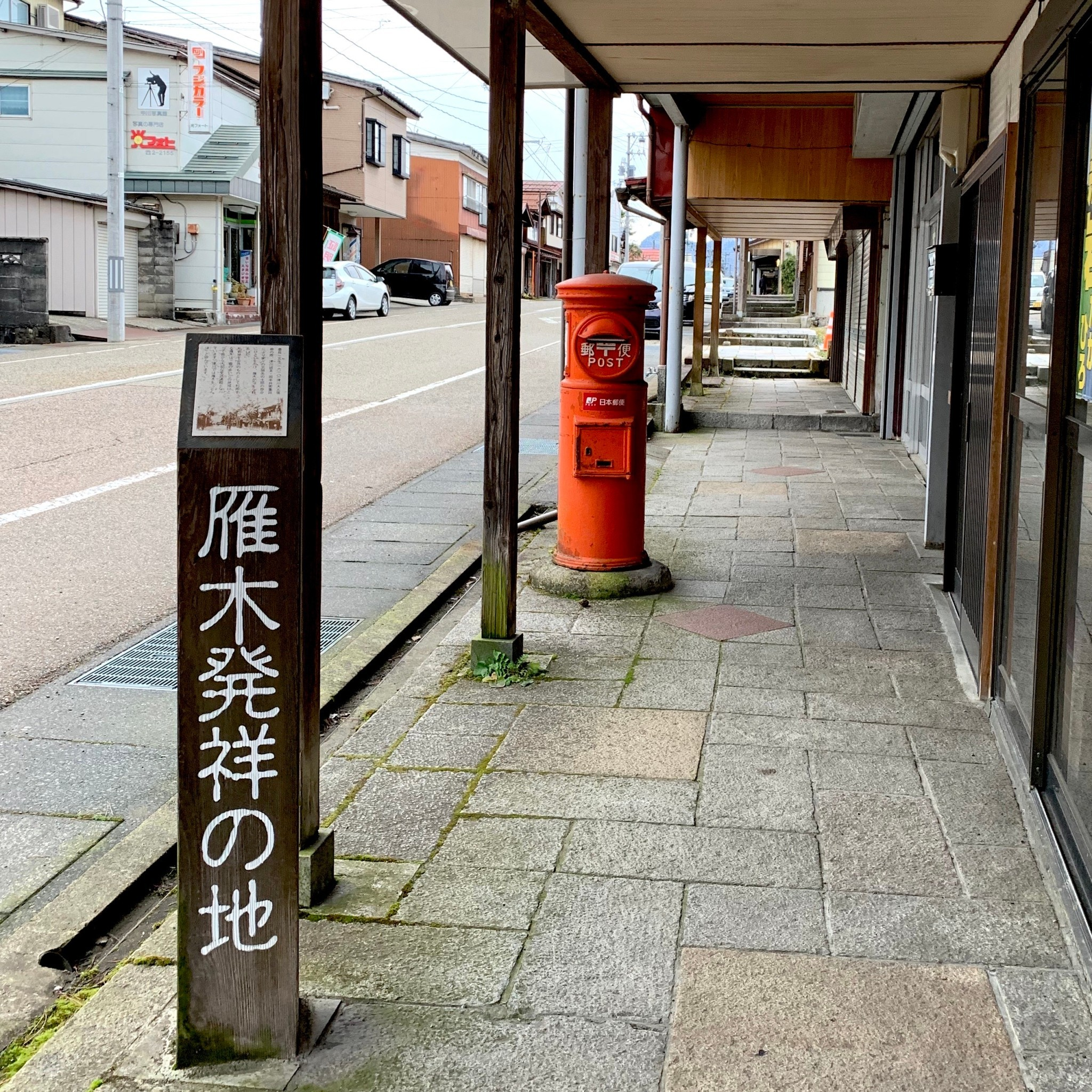
「雁木発祥の地」の碑（2020年3月）

津川の町場は阿賀野川と常浪川の合流点に位置する。
町場には雁木（とんぼ）の街並みが続く。これは1610年（慶長15年）大火後の津川城主岡重政の都市計画により造られたと言われ、発祥の地の碑もある。とんぼについては1878年（明治11年）に訪れたイザベラ・バードも言及している。
街中の新潟県道14号新発田津川線（会津街道、旧国道49号）はかぎ型に2箇所で折れ曲がり敵の防禦に備えた城下町のようなつくりになっている。
市街地には「山林王」と呼ばれた資産家・平田治八郎の邸宅のレンガ壁も残る。
商店街では1988年（昭和63年）より「旧本町再生倶楽部」と名乗る青壮年団体が景観保全のための勉強会を開き、「津川町ルネッサンス」という報告書にまとめている。

## 歴史
現在は新潟県に属するが、近世は会津藩の領地であった。
現在の市街地は、1362年（貞治1年）に寺院群が津川沢から現在地に移された際に都市計画により形成されたといわれる。
1614年に蒲生忠知が5万石の津川城主となると、津川は町と称されるようになった。
会津と越後を結ぶ水陸の交通結節点として栄え、津川船道（つがわふなどう）と呼ばれる水運業者がこのまちを拠点に阿賀野川の舟運を行っていた。会津方面からは主に米が、会津方面へは主に塩や海産物が運ばれた。船着場は大船戸（大船場）と呼ばれ、周囲には会津藩の米蔵や塩蔵、物産問屋などが立ち並んでいた。
只見川や伊南川流域から大消費地・新潟町への材木の筏流しの拠点にもなっており、難所の多い上流側から来た小さな筏（上川筏）を、難所の少ない下流側で使える大きな筏（下川筏）に積み替えていた。
津川中町の会津街道はかつて柳並木となっていたが、1955年（昭和30年）の舗装時に伐採された。

### 沿革
- 1889年4月1日 - 町村制施行に伴い津川町（初代）が発足。
- 1955年1月15日 - 小川村、揚川村の一部と合併し、改めて津川町が発足。揚川村の残部は他村と合併して三川村を新設。
- 2005年4月1日 - 鹿瀬町、上川村、三川村と合併して阿賀町となり消滅。

## 人口
出典：
- 1955年（昭和30年） 10,414人
- 1960年（昭和35年） 10,051人
- 1965年（昭和40年） 9,102人
- 1970年（昭和45年） 7,887人
- 1975年（昭和50年） 7,331人
- 1980年（昭和55年） 6,968人

## 行政
- 町長：長谷川東二（2000年4月9日から）

かつての郡役所所在地であり、郡制廃止後も県の出先機関がたびたび置かれている 。1970年（昭和45年）には新潟県津川総合庁舎が完成した。

## 経済

### 産業
日本酒の製造が盛んである。

### 商業
1948年（昭和23年）より5・10のつく日には定期市が開かれており、当初は路上であったが1962年（昭和37年）8月より住吉神社境内に移された。

## 施設

### 医療
1950年（昭和25年）に津川保健所が設立。1953年（昭和28年）には県立津川病院が開設された。県立病院開設以前は、鹿瀬にある昭和電工附属病院が郡内唯一の病院であった。

## 教育
- 津川小学校
- 三郷小学校
- 津川中学校
- 新潟県立阿賀黎明中学校・高等学校

## 交通

### 道路
- 高速道路
  - 磐越自動車道、津川インターチェンジ
- 国道
  - 国道49号
  - 国道459号
- 都道府県道（主要地方道）
  - 新潟県道14号新発田津川線
  - 新潟県道89号津川インター線

### 鉄道
- 東日本旅客鉄道
  - 磐越西線
    - 津川駅

## 名所・旧跡・観光スポット・祭事・催事

麒麟山ときりん橋

- 阿賀野川ライン県立自然公園
- 狐の嫁入り行列（5月）
- 津川温泉
  - 清川高原保養センター
- 麒麟山（津川城跡）
- 会津街道・諏訪峠の石畳
- とんぼ（雁木）のまちなみ
- 狐の嫁入り屋敷・津川河港跡
- 津川町郷土資料館
- 阿賀の館（天鬼将軍館・魚心子資料館）
- 芦沢高原ハーバルパーク
- 八ツ田観光栗園
- 新潟県立津川漕艇場
- 津川カントリークラブ
- 金鉢（かなばち）清水
- 琴平（こんぴら）清水
- SLばんえつ物語

出典：